# Dashcam (película de 2021)
Dashcam (estilizada en mayúsculas, como DASHCAM) es una película de terror de 2021 dirigida por Rob Savage y escrita por Savage, Gemma Hurley y Jed Shepherd. La película está protagonizada por Annie Hardy, Amer Chadha-Patel y Angela Enahoro. Sigue a Hardy como una versión semificticia de sí misma que deja Los Ángeles para visitar a una amiga en Londres durante la pandemia de COVID-19, solo para encontrarse en una serie de eventos de pesadilla después de aceptar llevar a una extraña anciana en el auto de un amigo.
Dashcam, una película sobre la vida en pantalla, se presenta completamente desde la perspectiva del iPhone de Hardy mientras transmite en vivo sus acciones para los espectadores. La película fue producida por Jason Blum a través de su empresa Blumhouse Productions, Savage a través de su empresa BOO-URNS y Douglas Cox a través de Shadowhouse Films. Savage y Shepherd desarrollaron la idea de Dashcam basada en la serie Band Car de Hardy transmitida en vivo por YouTube, en la que ella trabajaba ideas de canciones en tiempo real con los espectadores mientras conducía por Los Ángeles. Savage sintió que el concepto sería una buena película de terror al estilo de metraje encontrado y, finalmente, le pidió a Hardy que apareciera en ella.
Dashcam tuvo su estreno mundial en el Festival Internacional de Cine de Toronto de 2021, donde quedó en segundo lugar del premio People's Choice Award: Midnight Madness . Posteriormente se estrenó en cines en el Reino Unido y Estados Unidos el 3 de junio de 2022. Recibió críticas mixtas; la mayoría de los espectadores elogiaron su formato visual y aterrador, pero sintieron que el personaje de Hardy era tan desagradable que la película se deshizo.

## Argumento
Annie Hardy, una artista musical y teórica de la conspiración conservadora estadounidense, transmite en vivo desde su automóvil y crea música utilizando comentarios del chat en vivo como letras. Cansada de las restricciones pandémicas y de la falta de vivienda en Los Ángeles, vuela a Londres para visitar a su amigo y excompañero de banda, Stretch, un repartidor de comida. La novia de Stretch, Gemma, choca con Annie por la política y el COVID-19. Annie acompaña a Stretch en un trabajo de reparto, enfadando a los dueños de restaurantes con sus opiniones anti-máscara.
Al regresar a casa, Annie se niega a quitarse el sombrero MAGA, lo que llevó a Gemma a atacarla. Al escuchar a Gemma instar a Stretch a que la eche, Annie roba el auto y el teléfono de Stretch y acepta un trabajo de repartidor para él. Llega a un restaurante cerrado, pero el dueño le ofrece dinero para transportar a una anciana, Ángela, a una dirección. Angela se ensucia, lo que los obliga a detenerse en un restaurante donde Annie descubre un tatuaje de Ariana Grande en el estómago de Angela. Una mujer entra, busca a Angela y ataca a Annie, quien huye del restaurante con Angela.
Stretch rastrea a Annie a través de la transmisión en vivo y se abre paso hacia el auto. Discuten y se detienen, y Ángela desaparece. Stretch la encuentra parada encima de un árbol en un bosque cercano, cae tratando de alcanzarla y Angela flota hasta el suelo. La mujer del restaurante regresa con una escopeta e intenta matar a Annie y Stretch, quienes escapan en el auto con Angela. Se enteran de que la boca de Ángela está cerrada con grapas debajo de su máscara.
Annie y Stretch intentan detener un automóvil que pasa, pero golpea a Stretch. La conductora es la mujer del restaurante, quien revela que es la madre de Ángela,que Ángela en realidad tiene dieciséis años y muestra una foto de ella con el mismo tatuaje. Annie intenta irse en el coche de su madre, pero choca y es atacada. Con la ayuda de Stretch, Annie atrapa el brazo de la madre en el volante y lo rompe. Aparece Angela y le arranca la cabeza a su madre.
Luego, Angela persigue a Annie y Stretch hasta un parque de diversiones abandonado. Allí, Angela mata a Stretch. Annie escapa en un coche, pero Angela hace que se estrelle. Angela empuja el auto a un lago con sus poderes, pero Annie atrapa a Angela en el auto y escapa. Annie encuentra una casa remota y se da cuenta de que es el destino al que se suponía debía llevar a Angela. Dentro de la casa, Annie encuentra símbolos ocultos y miembros de una secta que se suicidan. Angela ataca a Annie, pero Annie la mata con un cuchillo. Una criatura emerge de la boca de Ángela y persigue a Annie. Annie mata a la criatura con su teclado. Luego se desploma en el auto de Stretch y comienza una transmisión en vivo donde rapea sobre sus experiencias.

## Reparto
- Annie Hardy como Annie
- Amar Chadha-Patel como Stretch
- Ángela Enahoro como Ángela
  - Faith Kiggundu como la joven Ángela
- Mogali Masuku como la madre de Ángela
- James Swanton como el parásito
- Jemma Moore como Gemma
- Seylan Baxter como Seylan
- Caroline Ward como la novia
- Edward Linard como el novio
- Emma Louise Webb como asistente de vuelo
- Haley Bishop como locutora de vuelo
- Radina Drandova como socorrista

## Producción
La película fue desarrollada por Rob Savage y Jed Shepherd, a quienes inicialmente se les ocurrió la idea basándose en la serie Band Car de Annie Hardy, transmitiendo en vivo videos de YouTube en los que ella elaboraba ideas de canciones mientras conducía por Los Ángeles. Savage dijo: "Cuando [Shepherd] me mostró el programa, las primeras conversaciones fueron como, 'Oh, esa es una configuración genial para una película de metraje encontrado '. [...] La versión que estábamos tomando antes de Host utilizaba en gran medida la configuración de Band Car, pero la idea era probablemente llevarla a los estudios, probablemente intentar conseguir un actor para interpretar ese papel". Savage finalmente le pidió a Hardy que protagonizara la película.
El rodaje tuvo lugar en Margate a finales de 2020,   con las escenas del parque de atracciones filmadas en Dreamland Margate .  Hardy pasaba su tiempo libre durante la producción en Albion Rooms, un hotel y estudio de grabación propiedad de The Libertines, donde simultáneamente grababa material para su banda Giant Drag .  Para promocionar la película, Giant Drag lanzó la canción "Devil Inside" en junio de 2022.  La canción aparece en los créditos finales de la película. 
La película presenta muchas referencias a la película anterior de Savage, Host (2020), como espectadores en el chat en vivo de Annie discutiendo sobre el plano astral . También presenta al elenco principal de Host en papeles más pequeños; Jemma Moore interpreta a Gemma, la novia de Stretch, James Swanton (quien interpretó al demonio en Host ) interpreta al monstruo, Seylan Baxter interpreta al dueño del restaurante que le encarga a Annie el transporte de Angela, la voz de Haley Bishop se escucha como locutora de vuelo en el Aeropuerto Internacional de Los Ángeles., Se escucha la voz de Emma Louise Webb como tripulante de cabina en el vuelo de Annie, y Radina Drandova interpreta a una socorrista. Caroline Ward y Edward Linard interpretan a unos recién casados asesinados accidentalmente por Stretch, y sus personajes mueren de la misma manera que sus personajes anfitriones en una situación drásticamente diferente, con Ward muriendo por un traumatismo contundente y Linard quemándose hasta morir.

## Estreno
Dashcam se estrenó en el Festival Internacional de Cine de Toronto de 2021 el 13 de septiembre de 2021.  En febrero de 2022, Momentum Pictures compró los derechos de distribución de la película. 

## Recepción
En Rotten Tomatoes, la película tiene un índice de aprobación del 48% según 86 reseñas, con una calificación promedio de 5,2/10. El consenso crítico dice: " La Dashcam es visual y temáticamente provocativa, aunque el irritante protagonista de la película socava su efectividad".  En Metacritic, la película tiene una puntuación promedio ponderada de 48 sobre 100, basada en 23 críticas, lo que indica "críticas mixtas o promedio". 
Clarisse Loughry de The Independent elogió la película y dijo: "[Es] un alboroto. Claro, es una película cuyo hechizo puedo imaginar que se rompe instantáneamente en el momento en que la sacas del contexto preciso para el que fue hecha — en un cine, con una audiencia lo más grande posible, todos gritando y gritando — pero eso no debería considerarse una marca en su contra, en todo caso, es una prueba de que Savage sabe exactamente que el tipo de película que está haciendo es puro caos, encabezado por un . personaje con una vorágine por personalidad". 
Dennis Harvey de Variety le dio a la película una crítica mediocre y señaló: "Como escaparate de [Hardy], Dashcam puede ser algo demasiado bueno — tiene una actuación natural, pero este personaje es tan vívidamente irritante que convierte todo La película se convierte en una especie de rutina de stand-up deliberadamente desagradable. Dashcam parece más larga que los 66 minutos que registra antes de los créditos finales. Es un truco inteligente — aunque no tan inteligente como para no desgastar su bienvenida. 